# La Liberté des Nègres
La Liberté des Nègres est une chanson révolutionnaire française composée en 1794 par Pierre-Antoine-Augustin de Piis. Elle célèbre l'abolition de l'esclavage par la Convention nationale, alors sous contrôle Montagnard, lors du décret d'abolition de l'esclavage du 4 février 1794. La chanson est publiée quatre jours après l'abolition de l'esclavage. Elle est aussi parfois décrite comme une chanson anticoloniale.
Elle est l'une des premières chansons abolitionnistes françaises. Si elle explore des pistes intéressantes, comme le lien entre les traites négrières et l'Église catholique, une recherche d'union entre les Blancs et les Noirs dans la lutte révolutionnaire ou un appel à la libération de tous les esclaves d'Amérique du Nord, elle reste toutefois marquée par une vision infantilisante des Noirs, ce qui est notamment du à l'éducation de Piis, qui bien que fervent abolitionniste, reste fils de colon.

## Histoire

### Contexte
L'empire colonial du royaume de France s'étend sur une partie importante des Antilles, sur la Louisiane française et sur d'autres territoires situés sur le continent américain, comme la Guyane. Dans cet immense espace, les marchands français, avec le soutien royal, s'engagent dans le commerce triangulaire et déportent des millions d'esclaves en Amérique. À Saint-Domingue uniquement, Haïti moderne, le nombre d'esclaves est estimé à entre 500 000 et 700 000, pour une population d'environ 30 000 colons et 50 000 libres de couleur et mûlatres, soit un rapport d'environ 15 esclaves pour un colon. À la suite de la Révolution française, la monarchie constitutionnelle essaie de conserver le contrôle de Saint-Domingue, marquée par un affaiblissement du pouvoir français depuis que la métropole est en troubles, en donnant plus de pouvoir aux colons pour organiser la colonie,. Cette situation dégénère rapidement et des conflits sociaux importants émergent à Saint-Domingue entre les colons, les esclaves et les mûlatres. La révolution haïtienne éclate alors, en 1791, et pousse la colonie dans la guerre.
En réaction, la Première République envoie des troupes dans les colonies pour y « rétablir l'ordre », à Saint-Domingue, elles sont dirigées par Sonthonax, un révolutionnaire envoyé par la Convention nationale. Il défend d'abord le maintien de l'esclavage dans la colonie, bien qu'il appartienne à la Société des amis des Noirs. Cependant, il arrive dans une situation très compliquée sur le terrain, les lieux sont difficiles à prendre, une guerre asymétrique ravage la colonie. De plus, il s'aliène une partie des colons, qui refusent dans la majeure partie ses visions sur la liberté et le traitement à accorder aux esclaves. Dès lors, il déclare que les colons sont majoritairement motivés par une « haine raciale », et entreprend d'en exiler, faire enfermer, voire exécuter, une partie d'entre eux. Dans cette situation, il doit se tourner vers d'autres soutiens pour mener la guerre et décide de s'allier avec les mûlatres pour reprendre le contrôle de la colonie. En août 1793, il fait adopter l'abolition  de l'esclavage dans la province du Nord de Saint-Domingue, mais les anciens esclaves restent soumis à certaines conditions.
Ces nouvelles arrivent à Paris rapidement, où les factions de la Terreur réfléchissent encore à la vision à adopter vis-à-vis de l'abolition de l'esclavage. Certaines grandes figures de la jeune République, comme Maximilien de Robespierre, ont des positions relativement changeantes sur la question. Cependant, en 1794, il soutient, avec une grande partie des Jacobins, comme ses ennemis Danton ou Camille Desmoulins, le décret d'abolition de l'esclavage du 4 février 1794, première abolition de l'esclavage de l'histoire.

### Composition et première représentation

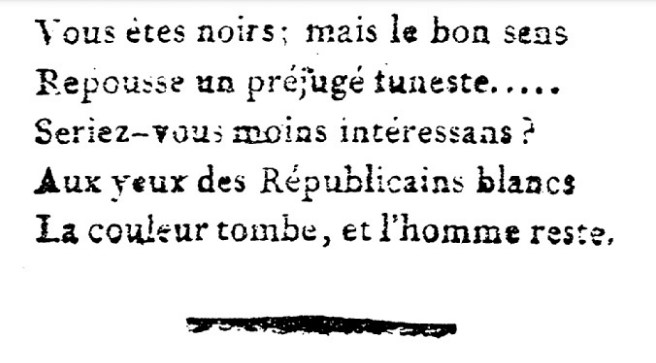
Derniers vers de la chanson

La chanson est composée dans ce contexte par Pierre-Antoine-Augustin de Piis, surnommé le « citoyen Piis » ; lui-même fis de colon à Saint-Domingue, il rejoint rapidement les cercles abolitionnistes de métropole et produit différents vaudevilles. Il reprend la musique des Visitandines de François Devienne, un célèbre flûtiste de la période,.
Piis la chante pour la première fois en public le 8 février 1794 à la section des Tuileries, 4 jours après le décret de la Convention nationale.
La même année, une autre chanson abolitionniste française paraît, traitant d'un thème similaire et nommée Couplets sur la liberté des nègres, par Royer.

### Analyse
La reprise de Devienne n'est pas anodine, car les Visitandines est une œuvre révolutionnaire dirigée contre l'Église catholique et la pratique de vente de nonnes ; où des familles vendaient leurs filles à des couvents. La section musicale reprise est spécifiquement utilisée en lien avec un vers, dans l'œuvre de François Devienne, qui déclare « daignez m'épargner le reste » et qui est mise en relation explicitement avec l'esclavage par Piis. La chanson est considérée comme étant la plus personnelle de Piis.
Ainsi, il compare à la fois les raisons économiques du monachisme forcé et les raisons économiques de l'esclavage. Il met aussi en exergue, par ce même procédé, le rôle de l'Église catholique dans les traites négrières. Le texte est aussi intéressant car il étend la lutte pour la liberté des Noirs à l'Amérique du Nord et ne reste pas confiné à la situation de saint Domingue. Piis y décrit une vision idyllique où les Noirs des colonies aideraient les Français de métropole dans leur révolution, et inversement. Il dresse de la sorte une proximité entre la Révolution haïtienne et la Révolution française, en liant et en soutenant les deux. La chanson est décrite comme étant une chanson anticoloniale par certains chercheurs.
Cependant, malgré le fort caractère antiesclavagiste et antiraciste du texte, il n'en demeure pas moins marqué par certains biais de l'auteur, comme une vision infantilisante des Noirs.

## Postérité

### Art
L'Encyclopædia Universalis considère qu'il s'agit peut-être de la plus belle chanson française de la période. La chanson est utilisée par France Info lors d'une émission en mémoire de l'esclavage et par France Culture pour une émission consacrée à l'abolition de 1794.

### Recherches et commentaires
L'académie de Dijon produit, en 2009, une analyse filée de la chanson.

## Texte
Le texte fourni est le texte de l'édition des Chansons patriotiques : chantées, tant à la section des Tuileries, que sur le théâtre du Vaudeville de Piis.
1. 

Le savez-vous, républicains,

Quel était le sort de ce nègre

Qu’à son rang, parmi les humains,

Un décret sage réintègre ?

Il était esclave en naissant,

Puni de mort pour un seul geste…

On vendait jusqu’à son enfant…

Le sucre était teint de son sang…

Ah ! daignez m’épargner le reste… (bis)

2. 

De vrais bourreaux, altérés d’or,

Promettant d’alléger ses chaînes,

Faisaient, pour les serrer encor

Des tentatives inhumaines.

Mais contre leurs complots pervers,

C'est la Nature qui proteste ;

Et deux Peuples brisant leurs fers

Ont, malgré la distance des mers,

Fini par s ‘entendre de reste.

3. 

Quand ils ont de leurs pouvoirs

Donné la preuve indubitable,

Qu’ont dit les députés des noirs

À notre sénat respectable ?

« Nous n’avons plus de poudre, hélas !

Mais nous brûlons d’un feu céleste :

Aidez nos trois cents mille bras

À conserver dans nos climats

Un bien plus cher que tous le reste. »(bis)

4. 

Soudain à l’unanimité :

« Allez dire à nos colonies

Qu’au desir de l’humanité,

Par nous elles sont affranchies,

Et si des peuples oppresseurs,

Contre un tel vœu se manifestent,

Pour amis et pour défenseurs,

Enfin… pour colons de vos cœurs,

Songez que les Français vous restent… » (bis)

5. 

Ces Romains, jadis si fameux,

Ont été bien puissans, bien braves ;

Mais ces Romains. libres chez eux,

Conservaient au loin des esclaves.

C‘est une affreuse vérité,

Que leur histoire nous atteste ;

Puisqu’avec nous d’humanité,

6. 

Tendez vos arcs, négres marrons,

Nous portons la flamme à nos méches

Comme elle part de nos canons ;

Que la mort vole avec vos flèches.

Si des royalistes impurs

Chez nous, chez vous portent la peste,

Vous dans vos bois, nous dans nos murs,

Cernons ces ennemis obscurs,

Et nous en détruirons le reste.

7. 

Quand dans votre sol échauffé,

Il leur a semblé bon de naître,

La canne à sucre et le café

N’ont choisi ni gérant, ni maître.

Cette mine est dans votre champ,

Nul aujourd’hui ne le conteste,

Plus vous peinez en l’exploitant,

Plus il est juste, assurément,

Que le produit net vous en reste.

8. 

Doux plaisir de maternité,

Devenir plus cher à négresse,

Et sans nuire à fécondité,

Un caractère de sagesse :

Zizi toi n’étais, sur ma foi,

Trop fidèle, ni trop modeste ;

Mais toi t’en feras double loi,

Si petite famille à toi

Américains, l’égalité

Vous proclame aujourd’hui nos frères :

Vous aviez à la liberté

Les mêmes droits héréditaires :

Vous êtes noirs, mais le bon sens

Repousse un préjugé funeste :

Seriez-vous moins intéressans ?

Aux yeux des républicains blancs